# Carlia nigrauris
Carlia nigrauris es una especie de escincomorfos de la familia Scincidae.

## Distribución geográfica
Es endémica de la isla Tinjil, al sudeste del Parque nacional de Ujung Kulon (Indonesia).